# Travis Reuter
Travis Reuter (* 28. Februar 1986 in Stephenville) ist ein amerikanischer Fusion- und Jazzmusiker (Gitarre, Komposition).

## Wirken
Travis zog zum Studium nach New York City, wo er zunächst an der New School mit einem Bachelor in Jazzgitarre bei Ben Monder, Adam Rogers und Vic Juris abschloss. Dann absolvierte er den Masterstudiengang Komposition am Brooklyn College bei Jason Eckardt.
Travis arbeitete mit Linda Oh, Peter Evans, Jonathan Finlayson, Sam Harris, Matt Mitchell, David Virelles, Damion Reid, Ari Hoenig, Rudy Royston, Peter Rundel, John O’Gallagher, Chad Lefkowitz-Brown, Myron Walden, J.D. Allen, Anna Webber, Matt Brewer, Rick Rosato, Miles Okazaki oder dem International Contemporary Ensemble. 2011 erschien sein Debütalbum als Leader. Weiterhin gehörte er zum Sextett von Arturo O’Farrill (Dreaming in Lions).
Reuters eigenes Musikschaffen ist von zeitgenössischer Musik inspiriert und stark von der Musik von Elliott Carter, Brian Ferneyhough und Jason Eckardt beeinflusst. Er konzentriert sich in seinen Kompositionen auf abstrakte Formen, komplexe rhythmische Strukturen, Klangfarben und Polytonalität, während er gleichzeitig die Rolle des Improvisators erforscht. Jedes Werk experimentiert mit Kombinationen aus Form, Kontrapunkt und neuen Improvisationsmitteln.
Reuter lebt heute in Zürich. Er ist auch auf Alben von Roger Kintopf und Lukas Mantel zu hören.

## Preise und Auszeichnungen
Bei der Montreux Jazz Guitar Competition 2008 kam er ins Halbfinale. 2009 wurde er mit dem ASCAP Young Jazz Composer Award ausgezeichnet.

## Diskographische Hinweise
- Rotational Templates (New Focus, 2011, mit Jeremy Viner, Bobby Avey, Chris Tordini, Jason Nazary)[4]
- Quintet Music (2024, mit Mark Shim, Peter Schlamb, Harish Raghavan, Tyshawn Sorey)[5]